# La Godefroy
La Godefroy település Franciaországban, Manche megyében. Lakosainak száma 295 fő (2022. január 1.). La Godefroy Saint-Brice, Saint-Ovin, Saint-Senier-sous-Avranches és Tirepied-sur-Sée községekkel határos.

## Népesség
A település népességének változása:
| Lakosok száma | 140  | 144  | 155  | 206  | 247  | 266  | 275  | 279  | 285  | 295  |
|               | 1968 | 1982 | 1990 | 2006 | 2013 | 2015 | 2017 | 2019 | 2020 | 2022 |